# Los doce de Inglaterra

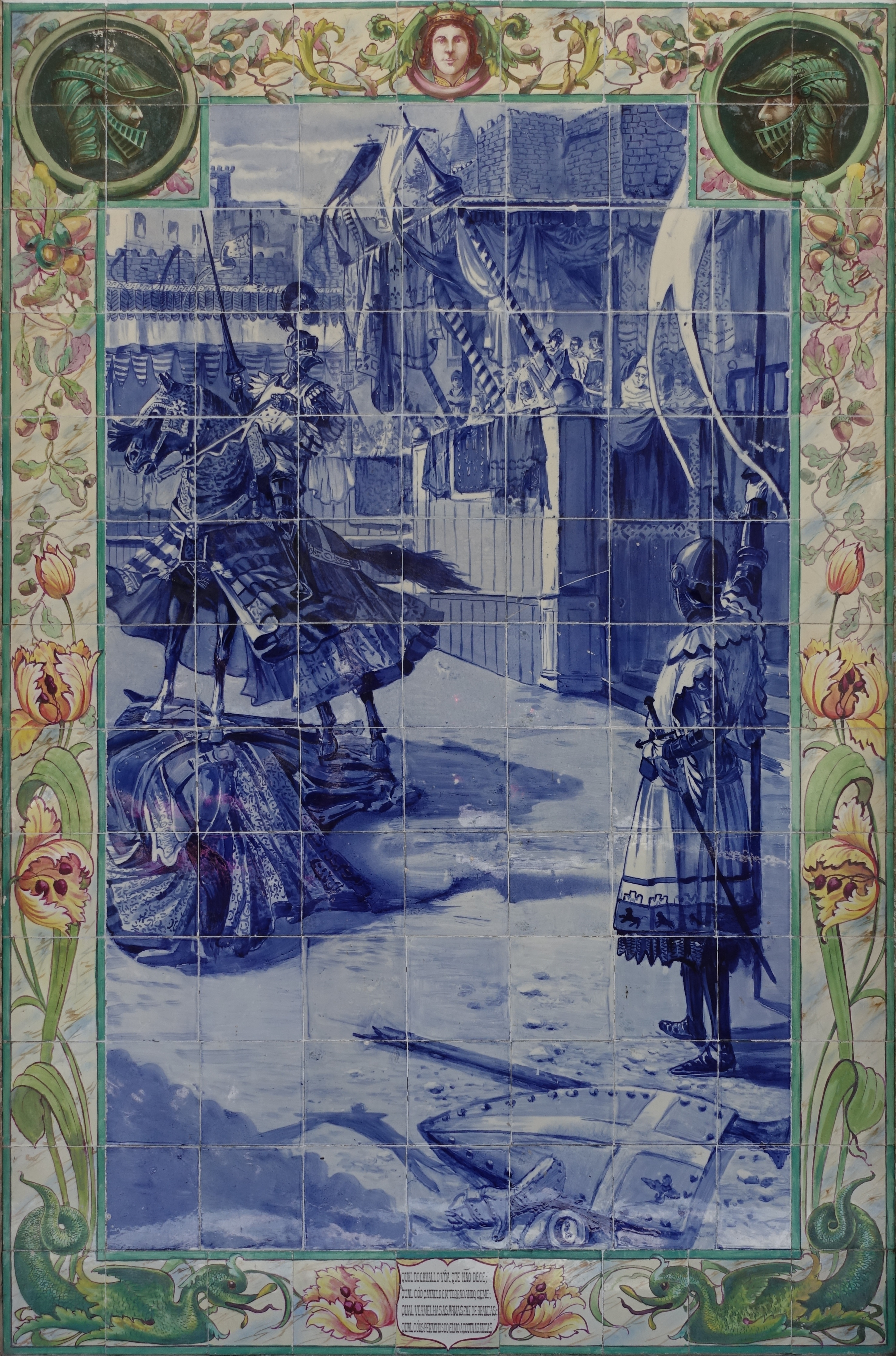
Panel de azulejos de Jorge Colaço en el Palacio Hotel de Busaco, que representa el torneo de Smithfield.

Los doce de Inglaterra es el nombre dado a una historia, mitad leyenda, mitad verdad, que es contada por Fernão Veloso. Se ambienta durante el reinado de Juan I de Portugal y muestra una historia típica de la conducta y el comportamiento de la caballería medieval. La historia aparece en el Canto VI de Los lusiadas, de Luís de Camoens, considerada la epopeya portuguesa por excelencia, concluida probablemente en 1556, y publicada en 1572.

## La historia
Se trata de una historia caballeresca que sucede en la Europa medieval, que cuenta que doce damas inglesas de la más alta nobleza se sintieron ofendidas por doce nobles, también ingleses, que afirmaban que no eran dignas del nombre de «damas», vista la vida que llevaban, y desafiaban a cualquiera a defender su honra con la fuerza de la espada.
Las damas en cuestión se vieron en la necesidad de pedir ayuda a amigos y parientes, todos los cuales se negaron a ayudarlas. Sin saber ya qué hacer, decidieron pedir ayuda y asesoramiento al duque de Lancaster, que había luchado con los portugueses contra el reino de Castilla y conocía bien a los portugueses. Así que éste les indicó que doce caballeros lusos eran capaces de defender el honor de las referidas damas. En cuanto supieron del posible apoyo, cada una de las damas escribió a cada uno de los doce caballeros portugueses y también a Juan I. Junto con las cartas también le llegó la petición del Duque de Lancaster.
Tras recibir las cartas escritas, toda la corte se sintió ofendida, y como el pueblo portugués era un pueblo caballeroso y defensor de la honra, pronto partieron los Doce para Inglaterra. Once de los caballeros partieron por mar, pero el más valiente de todos, Álvaro Gonçalves Coutinho, conocido como O Magriço (El Demacrado), decidió seguir con su caballo por tierra para «conhecer terras e águas estranhas, várias gentes e leis e várias manhas» ("conocer tierras y aguas extrañas, varias gentes y leyes y varias mañas"), asegurando, no obstante, que estaría presente en el lugar a tiempo.
Resulta que cuando llegó el día del torneo O Magriço no estaba presente, para consternación de sus compañeros, que se vieron reducidos a ser once jinetes contra los doce caballeros de Inglaterra. Las damas estaban ya vestidas de negro, visto que en una hora todo iba a perderse. Pero en el último momento, y para deleite de sus compañeros, O Magriço apareció y su combate fue trabado con gloria para los portugueses, que ganaron el enfrentamiento.
Después de terminadas las contiendas, los doce caballeros fueron recibidos por el duque de Lancaster en su palacio, que les ofreció muchos festejos y agasajos como prueba de aprecio y gratitud.
Los nombres de estos caballeros —de hecho trece en número— son conocidos y son todos personajes históricamente atestiguados: 
- Álvaro Vaz de Almada (más tarde conde de Avranches);
- Álvaro Gonçalves Coutinho, llamado “o grão Magriço”;
- João Fernandes Pacheco y Lopo Fernandes Pacheco (hijos de Diego Lopes Pacheco, uno de los asesinos de Dª. Inés de Castro);
- Álvaro Mendes Cerveira y Rui Mendes Cerveira, también hermanos;
- João Pereira Agostim;
- Soeiro da Costa;
- Luís Gonçalves Malafaia;
- Martim Lopes de Azevedo;
- Pedro Homem da Costa;
- Rui Gomes da Silva;
- y Vasco Anes da Costa, llamado “Corte Real.”

La base histórica de este relato es, posiblemente, el hecho de que muchos de estos caballeros, en la juventud, habían peregrinado como caballeros andantes por Europa, luchando en varios conflictos, como contó el cronista Gomes Eanes de Zurara (1410-1474).